# Ульба Перевалочная
Ульба Перевалочная (каз. Үлбі перевалочная) — станция в Глубоковском районе Восточно-Казахстанской области Казахстана. Входит в состав Тарханского сельского округа. Код КАТО — 634067600.

## Население
В 1999 году население станции составляло 61 человек (27 мужчин и 34 женщины). По данным переписи 2009 года, в населённом пункте проживало 68 человек (29 мужчин и 39 женщин).